# Grenze zwischen Mali und Mauretanien
- Karte mit allen Koordinaten:
- OSM |
- WikiMap

Die Grenze zwischen Mali und Mauretanien trennt als internationale Landgrenze diese beiden Staaten. Sie ist 2236 km lang und verläuft im Süden in der Sahelzone und im Osten in der Sahara.

## Geschichte
Frankreich besetzte die Kolonie Obersenegal und Niger im Jahr 1900 und Mauretanien in den Jahren 1903/04, der 1912 „befriedet“ wurde. Der Grenzverlauf zwischen Mauretanien und dem damaligen Französisch-Sudan wurde erstmals am 23. April 1913 festgelegt. Ein Dekret vom 5. Juli 1944 änderte den Grenzverlauf innerhalb Französisch-Westafrikas. Eine weitere Grenzänderung war in einem Dekret vom Oktober 1944 vorgesehen, wurde aber nicht verwirklicht. 1960 erlangten Mauretanien und Französisch-Sudan unter dem Namen Mali (kurzzeitig in der Mali-Föderation mit dem Senegal) die Unabhängigkeit von Frankreich. Am 16. Februar 1963 schlossen die beiden Staaten in Kayes einen Grenzvertrag, der den Grenzverlauf nochmals geringfügig änderte.

## Grenzverlauf

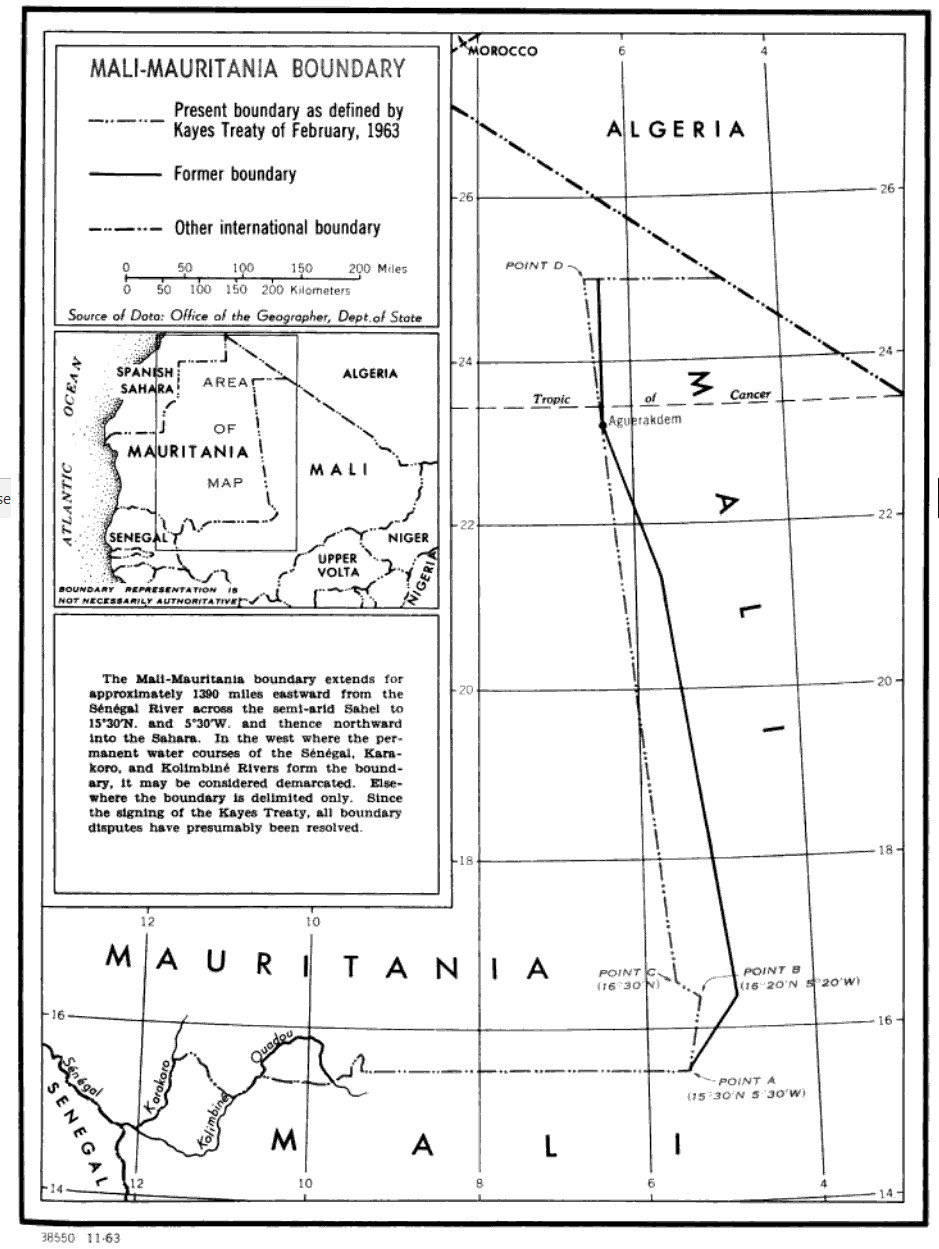
Karten des Grenzverlaufs

Die Grenze nimmt im Norden am Dreiländereck mit Algerien (25° 0′ 0″ N, 4° 49′ 48″ W) ihren Ausgang, verläuft von dort entlang dem 25. nördlichen Breitengrad über eine Strecke von 172 km nach Westen bis zum Punkt D (25° 0′ 0″ N, 6° 34′ 50,9″ W), an dem sie nach Südsüdosten abknickt und über rund 955 km geradlinig bis zum Punkt C (16° 30′ 0″ N, 5° 36′ 39,4″ W) führt, sich dort nach Südosten geradlinig auf eine Länge von 34 km bis zum Punkt B (16° 20′ 0″ N, 5° 20′ 0″ W) erstreckt und dort nach Südwesten abknickt und nach geradlinigem Verlauf über 94 km Punkt A (15° 30′ 0″ N, 5° 30′ 0″ W) erreicht, von dem aus sie geradlinig nach Westen über eine Strecke von 409 km führt. Weiter biegt die Grenze kurz nach Norden aus und bildet so einen Vorsprung von Mali nach Norden. Die Fortsetzung des Grenzverlaufs nach Westen wird von einer Folge unregelmäßiger Linien gebildet und folgt Gewässern wie dem Oumm el Bohoro und dem Ouadou, bis der Kolinbiné-Fluss erreicht wird, dem die Grenze bis zu seiner Einmündung in den Senegal-Fluss und diesem weiter flussabwärts bis zum Dreiländereck mit Senegal (14° 45′ 36″ N, 12° 14′ 24″ W) folgt.

## Siedlungen nahe der Grenze
Die folgenden Aufzählungen beginnen im Norden und schreiten nach Südwesten fort.

### Mali
Orte auf der malischen Seite der Grenze:
- Agueraktem
- Beidat
- Bona Hamadi
- Mame
- Farkeli
- Kassakare
- Ballé
- Bineou
- Diandioume
- Dabaï Amate
- Labidi
- Koriga
- Kersiniané
- Krèmiss
- Djeli-Mahe
- Takoutala
- Diongaga
- Davo
- Tafara
- Séliféli
- Kalinioro
- Melgue
- Lany Tounka
- Tafasirga

### Mauretanien
Orte auf der mauretanischen Seite der Grenze:
- Agueraktem
- Nbeiket Lehwach
- Fassala (Vassala)
- Medala
- Adel Bagrou
- Bousteila
- Modibougou
- Sambou
- Tenaha
- Ould Yengé
- Ghabou